# Педагогический институт имени Умирзака Султангазина
Педагогический институт имени Умирзака Султангазина (каз. Ө.Сұлтанғазин атындағы педагогикалық институты) — педагогический институт, структурное подразделение Костанайского регионального университета им. Ахмета Байтурсынова, находящийся в г. Костанай, Костанайской области Казахстана.

## История
Проблема подготовки учителя была всегда в центре внимания руководства Казахской ССР. В республике в 1936 году было 25 педагогических техникумов с планом приема 2365 человек. Подготовка в педагогические техникумы велась в следующих направлениях: подготовительные классы, школьное, дошкольное, физкультурное обучение, библиотечное дело. Известно, что в 1930 году в стране вводится всеобщее обязательное начальное обучение. Были определены сроки его введения, приняты соответствующие документы, определившие режим работы школы, её структуру. В округе школы росли быстро. Возрастала потребность в учителях, менялось отношение к ним, улучшался их статус, материальное положение. В 1936 году устанавливается персональное звание «Учитель начальной и средней школы». Почетное звание — «Заслуженный учитель».
В Кустанайской области в 1936 году уже работало четыре педагогических техникума. Это Кустанайский казахский педагогический техникум, Кустанайский русский педагогический техникум, Темирский казахский педагогический техникум и Федоровский педагогический техникум. Одновременно функционировал Кустанайский институт народного просвещения (он же Казахский институт просвещения). Это был целый комплекс, осуществляющий различные функции, но стационарного обучения студентов он не вел. В области не было вуза, хотя база для его открытия уже вырисовывалось. 29 июля 1936 года была образована Кустанайская область. Она получила некоторую часть молодых специалистов, окончивших центральные вузы, в том числе ленинградские, московские и алматинские.
По согласованию с Совнаркомом Казахской ССР и Наркоматом просвещения республики Президиум Кустанайского исполнительного областного комитета Совета депутатов трудящихся 21 августа 1939 года принял постановление «Об организации Кустанайского учительского института и его отделений». На его основании предписывалось организовать двухгодичный институт с 1 сентября 1939 года в составе физико-математического и естественно-географического факультетов, произвести набор в институт в количестве 240 человек (120 — на основные факультеты, 50 — на заочный сектор, 70 — на подготовительное отделение). В штатном расписании института значилось 4 кафедры (Основ марксизма — ленинизма, Педагогики, Физики и математики, Естествознания и географии) и 13 преподавательских единиц, но и они не сразу и не все были заполнены. Первый набор студентов был сформирован в основном из числа молодежи Кустанайской области.
Подготовительное отделение просуществовало один год. Его выпускники в 1940 году были зачислены на учёбу в институт, а новый набор на это отделение больше не производился.
В 1941 году в Красную Армию ушли 22 студента, 8 преподавателей и сотрудников института. Были призывы студентов и преподавателей в армию во все последующие годы войны. Преподавательский состав в годы войны значительно пополнился за счет эвакуированных работников вузов. Появление новых квалификационных кадров позволило осенью 1942 года открыть в институте отделение русского языка и литературы и соответствующую кафедру. В 1944 году институту было присвоено имя Амангельды Иманова. В 1949 году в институте открылся ещё исторический факультет.
В соответствии с распоряжением Совета Министров Казахской ССР от 1 июля 1955 года и в целях повышения качества подготовки учителей средней школы и удовлетворения потребности в них Кустанайской области Министерство просвещения республики 5 июля 1955 года приняло решение организовать на базе учительского института Кустанайский педагогический институт имени А. Иманова (КГПИ).
В 1972 году Кустанайскому государственному педагогическому институту имени А. Иманова было присвоено звание «имени 50-летия СССР».
В 1984 году коллектив педагогического института стал победителем во всесоюзном социалистическом соревновании среди организаций и учреждений системы Министерства просвещения СССР за успешное выполнение и перевыполнение заданий третьего года одиннадцатой пятилетки. Ему было присуждено переходящее Красное знамя Министерства просвещения СССР и ЦК профсоюза работников просвещения, высшей школы и научных учреждений.
В 1990—1991 учебном году в КГПИ на 34 кафедрах работало 93 преподавателя с учеными степенями, в том числе 3 профессора и доктора наук. Постановлением Кабинета Министров Республики Казахстан от 6 августа 1992 года № 662 он преобразован в Кустанайский университет. Педагогический институт был в составе университета почти 12 лет. За это время учительские специальности в основном сохранились, но часть их утратилась, преобразовалась.
В 2004 году правительство принимает решение о создании в стране пяти педагогических вузов, в том числе Костанайского государственного педагогического института. С 1 апреля 2004 года КГПИ вновь стал самостоятельным вузом. В 2005 году институту присвоено имя казахского учёного Умирзака Султангазина. 
14 марта 2018 года постановлением правительства РК Костанайский государственный педагогический институт реорганизован в педагогический университет.
С 2020 года КГПУ им. Умирзака Султангазина преобразован в педагогический институт, являющийся структурным подразделением Костанайского регионального университета имени Ахмета Байтурсынова.

## Факультеты
Обучение ведётся на следующих факультетах
- Департамент филологии
- Психолого-педагогический факультет
- Факультет естественно-математический
- Социально-гуманитарный факультет
- Факультет физической культуры, спорта и туризма